# Gerersdorf-Sulz
Gerersdorf-Sulz é um município da Áustria localizado no distrito de Güssing, no estado de Burgenland.